# Editori radiofonici associati
Editori radiofonici associati è l’organismo che rappresenta gli editori radiofonici italiani in Audiradio, la società che raccoglie e pubblica i dati d'ascolto delle emittenti radio in Italia. Nata nel 2016 come Tavolo editori radio, ha assunto l’attuale denominazione nel 2024.

## Storia
Nel 2011 Audiradio, società specializzata nella rilevazione dell'ascolto radiofonico in Italia, cessa l'attività. Si presenta il problema di come sostituirla. Per alcuni anni le rilevazioni vengono effettuate dalla società GFK Eurisko (RadioMonitor).
Il 1º aprile 2016 viene costituita a Milano «Tavolo editori radio srl». Come recita lo Statuto, la società ha per oggetto la “realizzazione, per finalità statistiche, delle indagini sull’ascolto radiofonico in Italia” (art. 4).
I soci fondatori sono i principali soggetti dell'emittenza radiofonica italiana, nazionale e locale:
1. Rai;
2. Aeranti-Corallo;
3. Associazione Radio FRT;
4. RB1 (oggi RadioMediaset);
5. Elemedia (Radio Deejay, Radio Capital, M2O);
6. RTL 102.5;
7. RDS;
8. Radio Italia;
9. Il Sole 24 Ore (Radio 24);
10. Radio Kiss Kiss (oggi CN Media);
11. Reti Televisive Italiane

Successivamente si associa anche RMC Italia.
Il 10 novembre 2017 sono stati pubblicati i primi dati d'ascolto dell'indagine RadioTER realizzata dalla nuova  società.
Il 13 aprile 2018 la società ha pubblicato per la prima volta i dati d'ascolto divisi per dispositivi (autoradio, tv digitale terrestre, radio DAB e altri).
Nel giugno 2023 la Rai è uscita dalla società di rilevazione e si è rivolta al tribunale diffidando TER a pubblicare i dati di ascolto del trimestre aprile-giugno 2023.
La vertenza è stata ricomposta nel 2024 con la trasformazione della struttura societaria da ‘’Media Owners Committee’’ a ‘’Joint Industry Committee ‘’ e il conseguente rientro della RAI. Inoltre sono state coinvolte nelle rilevazioni . A rimarcare la soluzione di continuità con il passato, la società ha cambiato nome (22 aprile 2024).
Contestualmente la nuova società dismette il ruolo di gestore dell’indagine ufficiale sull’ascolto radiofonico a favore della nuova Audiradio, di cui diventa socia insieme ai rappresentanti degli investitori pubblicitari (Unione Pubblicitari Associati-UPA) e dei centri media (Aziende della comunicazione unite-UNA).
Il capitale sociale di ERA srl (già denominata TER srl) è così suddiviso: 
- Aeranti-Corallo 15%;
- Associazione Radio FRT 15%;
- Rai Radio 13,9%;
- Elemedia S.p.A. 11,7%;
- Radio Mediaset S.p.A. 9%;
- RMC Italia S.p.A. 3%;
- Il Sole 24 Ore S.p.A. 3,6%;
- RTL 102,500 Hit Radio Srl 10%;
- Radio Italia S.p.A. 5,6%;
- Reti Televisive Italiane S.p.A. 3,4%;
- Radio Dimensione Suono S.p.A. 5,8%;
- CN Media Srl 4%.

Era ha sottoscritto il 50% del capitale di Audiradio.

## Rilevamento degli ascolti
TER realizza i rilevamenti degli ascolti avvalendosi di primari istituti di ricerca: GfK Italia e Ipsos (quanto all'indagine principale) e Doxa (quanto all'indagine parallela). L'indagine è inoltre soggetta a controllo da parte di un soggetto terzo, PWC Advisory.
Indagine di TER è iscritta al Sistema Statistico Nazionale (SISTAN) (DPCM 15 maggio 2023).
ERA cesserà di gestire i dati di ascolto il 31 dicembre 2024.

## Serie cronologica dei presidenti
L'incarico di presidente è a rotazione e dura un anno.
- 2016-17: Nicola Sinisi;
- 2018-19-20: Marco Rossignoli (coordinatore di Aeranti-Corallo)[13][14];
- 2021-22-23: Federico Silvestri (direttore generale di Radio 24)[1][2][3].